# Dorfarje
Dorfarje – wieś w Słowenii, w gminie Škofja Loka. W 2018 roku liczyła 220 mieszkańców.